# ネッツトヨタ山形
ネッツトヨタ山形株式会社（ネッツトヨタやまがた）は、山形県山形市に本社を置く、トヨタ自動車のディーラー。

## 概要
山形市に本社を置く遠藤商事のグループ企業の1社であり、県内全域においてネッツ店を展開している。
2017年（平成29年）12月21日、国道13号沿いの山形市東青田に、建設を進めてきた日本最大級の6階建て、高さ20mの車両展示タワー「ネッツタワー」がオープンした。このタワーは車両展示タワーとして山形県内のみならず、東北初の建築物である。車両展示タワーは国内の販売店において数基設置されているが、6階建て高さ20mのタワーは日本で一番高いという（2017年12月21日現在）。事業費は約3億5千万円。

## 拠点
- ネッツタワー本店 山形市東青田五丁目1-1
- 山形北町店 山形市北町二丁目6-40
- ネッツえがおフィールド店 山形市あかねヶ丘一丁目15-27
- 米沢店 米沢市金池七丁目2-12
- 南陽店 南陽市椚塚字太子堂379-4
- 寒河江店 寒河江市高田二丁目4-11
- 天童店 天童市糠塚二丁目10-27
- 東根店 東根市東根甲4734-1
- 新庄店 新庄市大字鳥越字栗田702-8
- 酒田店 酒田市東大町一丁目10-37
- 鶴岡店 鶴岡市淀川町25-9

### U-Car店
- U-Carタワー本店  山形市東青田五丁目1-1
- U-Car北町店 山形市北町二丁目6-40

## グループ企業
- 遠藤商事株式会社
- 遠藤設備建設株式会社
- 山形事務器販売株式会社
- 高陽商事株式会社
- 株式会社高陽堂書店
- 宮城ガス株式会社
- 富士ガス販売株式会社
- 社会福祉法人山形南保育園